# La casa della fama
La Casa della Fama (The House of Fame) è un poema allegorico rimasto incompleto del poeta inglese Geoffrey Chaucer, scritto probabilmente tra il 1378 e il 1380. L'opera in versi è considerata dopo I racconti di Canterbury (Canterbury Tales), la maggiore del poeta, influenzata da Dante, Petrarca e Boccaccio.
L'opera ci è pervenuta grazie a tre manoscritti e al tipografo inglese William Caxton, il quale aggiunse i 12 versi finali.

## Metrica
L'opera è composta di 2158 versi. La metrica è varia, usando ora il metro "eroico" consistente in sette versi giambici secondo lo schema aabbcc, ora il distico eroico. Nel corso del XVII secolo John Dryden considererà questo come il vero metro da usare nella tragedia.

## Struttura  e contenuto
La Casa della Fama è considerato da Chaucer come un poema allegorico sull'onda del Roman de la Rose, opera tradotta dal poeta in gioventù dal francese all'inglese, anche se si nota un certo spirito di distacco e una maturazione verso un genere alternativo. Infatti è presente una maniera innovativa di affrontare i dialoghi e di rappresentare i vari caratteri. Il protagonista è il poeta stesso.
L'opera è suddivisa in tre libri:
- Libro I - Il poeta si ritrova in un tempio di vetro sulle pareti del quale sono raffigurate le storie d'amore di amanti famosi come Didone ed Enea. Il tono è solenne.
- Libro II - Il poeta viene trasportato da un'aquila, che ricorda quella di Dante nel Purgatorio, alla volta della Casa della Fama, poggiata su un'alta rupe fatta di ghiaccio. Inizialmente il poeta è timoroso ma viene rincuorato da una dolce e piacevole conversazione con l'aquila stessa. Qui il protagonista entra in contatto con i vizi e i sentimenti degli uomini come la gelosia, il dolore, l'amore, l'ipocrisia. In questo frangente l'autore dà un'immagine goffa e comica di se stesso come d'altra parte fa in modo ricorrente nelle sue opere. Il tono qui diventa ironico e colloquiale. L'aquila in particolare rappresenta la raffinatezza e la "letteratura elevata" fatta di discorsi elaborati e uno stile "tragico", mentre il poeta incarna il rozzo popolano che usa un linguaggio basso e infimo privilegiando invece uno stile "comico" .
- Libro III - Il poeta giunge alla Casa della Fama dove trova una folla di persone divisa in nove gruppi che cercano la dea della fama per riceverne i favori. Alcuni la riceveranno altri invece riceveranno l'esatto opposto, cioè la vergogna e l'oblio. Qui inizia una riflessione del poeta, il quale afferma di non cercare la fama, così viene portato alla volta della Casa del Pettegolezzo dove, da grosse cavità al livello del suolo, vengono emessi suoni e chiacchiere di ogni tipo che rappresentano le dicerie e pettegolezzi degli uomini. Il poema si conclude bruscamente con l'arrivo di un uomo di grande autorità ("A man of greet auctoritee...") di cui il protagonista non conosce il nome.

## Edizioni italiane
- in  Opere, traduzione di Vincenzo La Gioia, a cura di Piero Boitani ed. E. Di Rocco, Collana I millenni, Torino, Einaudi, 2000, ISBN 97-88-80-615065-5.